# Mississippi (serie televisiva)
Mississippi (The Mississippi) è una serie televisiva statunitense in 23 episodi (più un pilot trasmesso nel 1982) trasmessi per la prima volta nel corso di una sola stagione dal 1983 al 1984.

## Trama
È una serie del genere drammatico incentrata sulle vicende di Ben Walker, un avvocato di successo che dopo essersi ritirato, alla ricerca di una vita più semplice, diventa capitano di una barca sul fiume Mississippi, continuando comunque ad imbattersi in casi legali.

## Personaggi e interpreti
- Ben Walker (23 episodi, 1983-1984), interpretato da Ralph Waite.
- Stella McMullen (23 episodi, 1983-1984), interpretata da Linda Miller.
- Lafayette 'Lafe' Tate (23 episodi, 1983-1984), interpretato da Stan Shaw.
- Dottor Brinkman (2 episodi, 1983-1984), interpretato da Ray Spruell.
- Procuratore distrettuale, interpretato da Jerry Leggio.

## Produzione
La serie fu prodotta da Hajeno Productions, Ralph Waite Productions e Warner Bros. Television. Molte scene furono girate realmente sul fiume Mississippi. Le musiche furono composte da Lance Rubin.

### Registi
Tra i registi della serie sono accreditati:
- Leo Penn in 5 episodi (1983)
- Alex March in 3 episodi (1983-1984)
- Oz Scott in 2 episodi (1983-1984)
- Lee H. Katzin in 2 episodi (1983)
- Allen Reisner in 2 episodi (1984)

### Sceneggiatori
Tra gli sceneggiatori della serie sono accreditati:
- David Shaw in 3 episodi (1983-1984)
- Irv Pearlberg in 2 episodi (1983-1984)
- Patricia Green in 2 episodi (1983)
- Paul Savage in 2 episodi (1983)
- John Wilder in 2 episodi (1983)
- Alan Brennert in 2 episodi (1984)
- Aubrey Solomon

## Distribuzione
La serie fu trasmessa negli Stati Uniti dal 14 giugno 1982 (pilot) e dal 25 marzo 1983 (1º episodio) al 6 marzo 1984 sulla rete televisiva CBS. In Italia è stata trasmessa con il titolo Mississippi.

## Episodi
| Stagione         | Episodi | Prima TV USA |
| ---------------- | ------- | ------------ |
| Prima stagione   | 6       | 1983         |
| Seconda stagione | 17      | 1983-1984    |